# Folkpensionsanstaltens huvudkontor
Folkpensionsanstaltens huvudkontor är en kontorsbyggnad för Folkpensionsanstalten (kortare FPA) som är belägen i Bortre Tölö i Finlands huvudstad Helsingfors. Byggnaden har ritats av arkitekt Alvar Aalto och den färdigställdes 1956. Byggnaden täcker hela kvarteret, som begränsas av Nordenskiöldsgatan, samt Minna Canths gata och Messeniusgatan.

## Historia

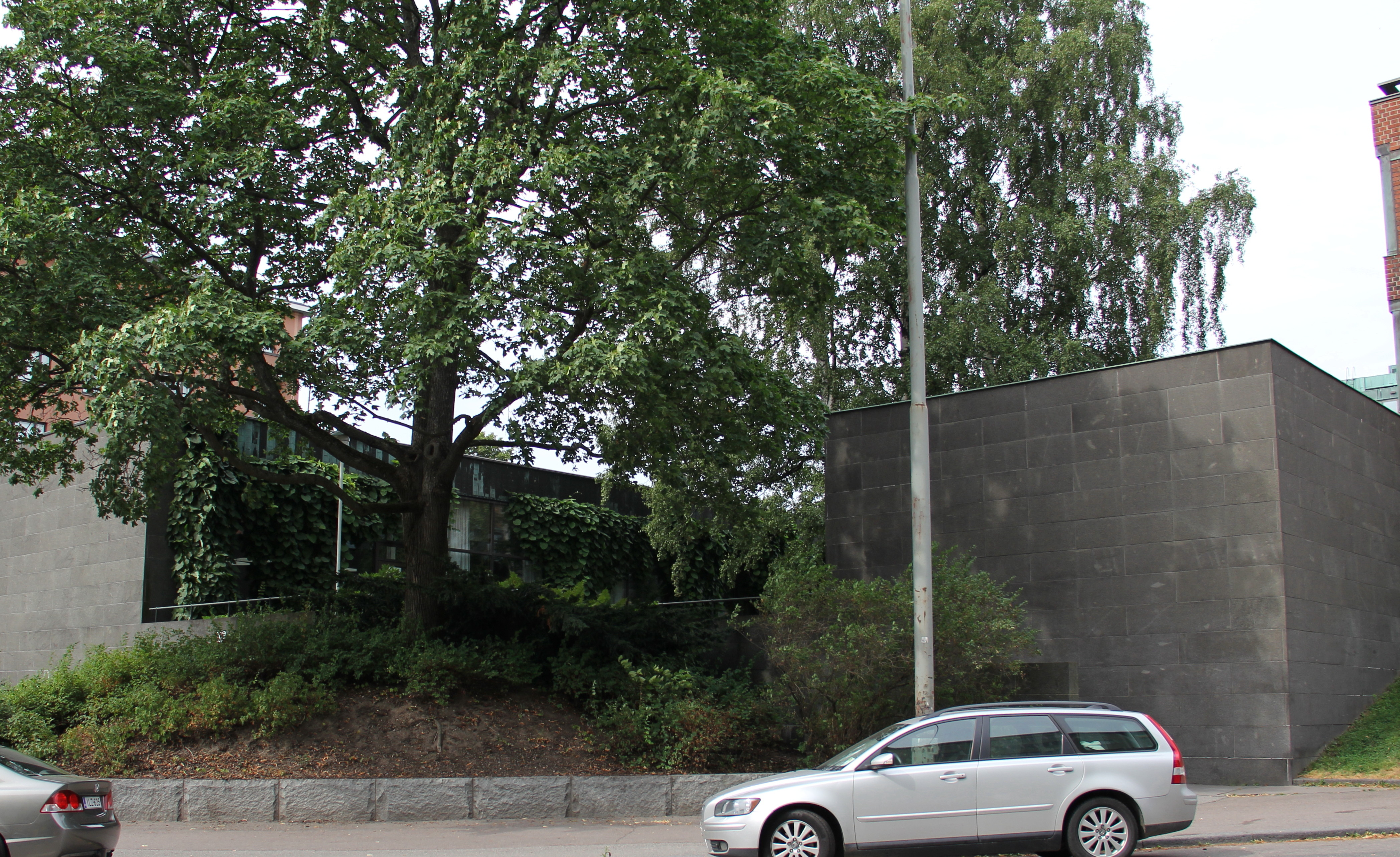
Södra fasaden.

Innan den nuvarande huvudbyggnaden färdigställdes verkade Folkpensionsanstalten i det så kallade Hypoteksföreningens hus på Esplanaden, ritat av Lars Sonck. Antalet anställda hos FPA hade vuxit ur detta hus flera år innan huvudbyggnaden färdigställdes. Bristen på utrymme åtgärdades med tre lägenhetsbyggnader som byggdes på Tallvägen i början av 1950-talet. De var avsedda som tillfälliga kontorsutrymmen som senare kunde omvandlas till bostadshus. Redan innan flytten till det nya huvudkontoret arbetade två tredjedelar av institutionens personal i dessa tillfälliga utrymmen.
Marken för det nuvarande huvudkontoret köptes från Helsingfors stad våren 1952. Ursprungligen var tomten reserverad för ett operahus. Helsingfors stad gjorde dock inte affärerna helt utan villkor. Den krävde att staden skulle ha rätt att hyra 1200 kvadratmeter kontorsutrymme i den framtida byggnaden i minst fem år mot en rimlig hyra.
Enligt avtalet med entreprenören skulle huset ha varit klart i februari 1956. Förseningar i materialleveranser och en tre veckors allmän strejk i mars förlängde arbetet. Huset togs i bruk stegvis från juni 1956, godkändes för full användning i augusti, och mottagningskontrollen hölls den 11 september.

## Arkitektur
Folkpensionsanstaltens huvudkontoret betraktas som ett centralt exempel på hur Alvar Aalto strävade efter att humanisera stora institutionella och affärsbyggnader. Den viktigaste metoden var att dela upp den stora byggnadsmassan i flera delar. Den triangulära tomten erbjöd många möjligheter för detta. Torg och skyddade parkområden planerades mellan byggnadsdelarna. Det här märks när man går runt huset. Det ser olika ut från varje sida. Huvudentrén och den faktiska fasaden syns från Mannerheimvägen. På den motsatta sidan ser huset ut att svepa in Författarparken som kommer från Barnets borg. I den tredje hörnet finns en tornliknande struktur som utvecklades från en skorsten. Skorstenen används inte längre i sitt ursprungliga syfte.
Byggnadens stora offentliga sal (FPA-hallen) med sina takfönster är som en inomhusversion av en offentlig bytorg. Byggnadens bibliotek återspeglar teman från biblioteket i Viborg. De olika delarna av byggnaden sluttar gradvis mot parkbältet och påminner om italienska eller grekiska byar eller tempelområden som är byggda på en kulle, där det offentliga området är upphöjt på en kulle.
FPAs byggnad skiljer sig från sin omgivning eftersom den är byggd av murad röd tegelsten. De omgivande bostadshusen är putsade och främst målade i ljusa färger. Tegelstenarna kommer från Santamäki tegelfabrik i Riihimäki. De är av normal storlek och handslagna. De har visat sig vara hållbara och skalar inte på samma sätt som fabrikstillverkade tegelstenar även när de fryser. Även murarnas skicklighet på 1950-talet spelar en roll i detta. Kopparklädsel och mörk granit har också använts i fasaderna. De stavarformade keramiska plattorna som används på första våningen i Kelas byggnad utvecklades av Aalto i samarbete med Arabia specifikt för detta byggnadsprojekt. Aalto använde samma plattor samtidigt också i Järnhuset. Han ville hitta en akustiskt gynnsam och hållbar lösning. Även idag ser plattorna helt nya ut.

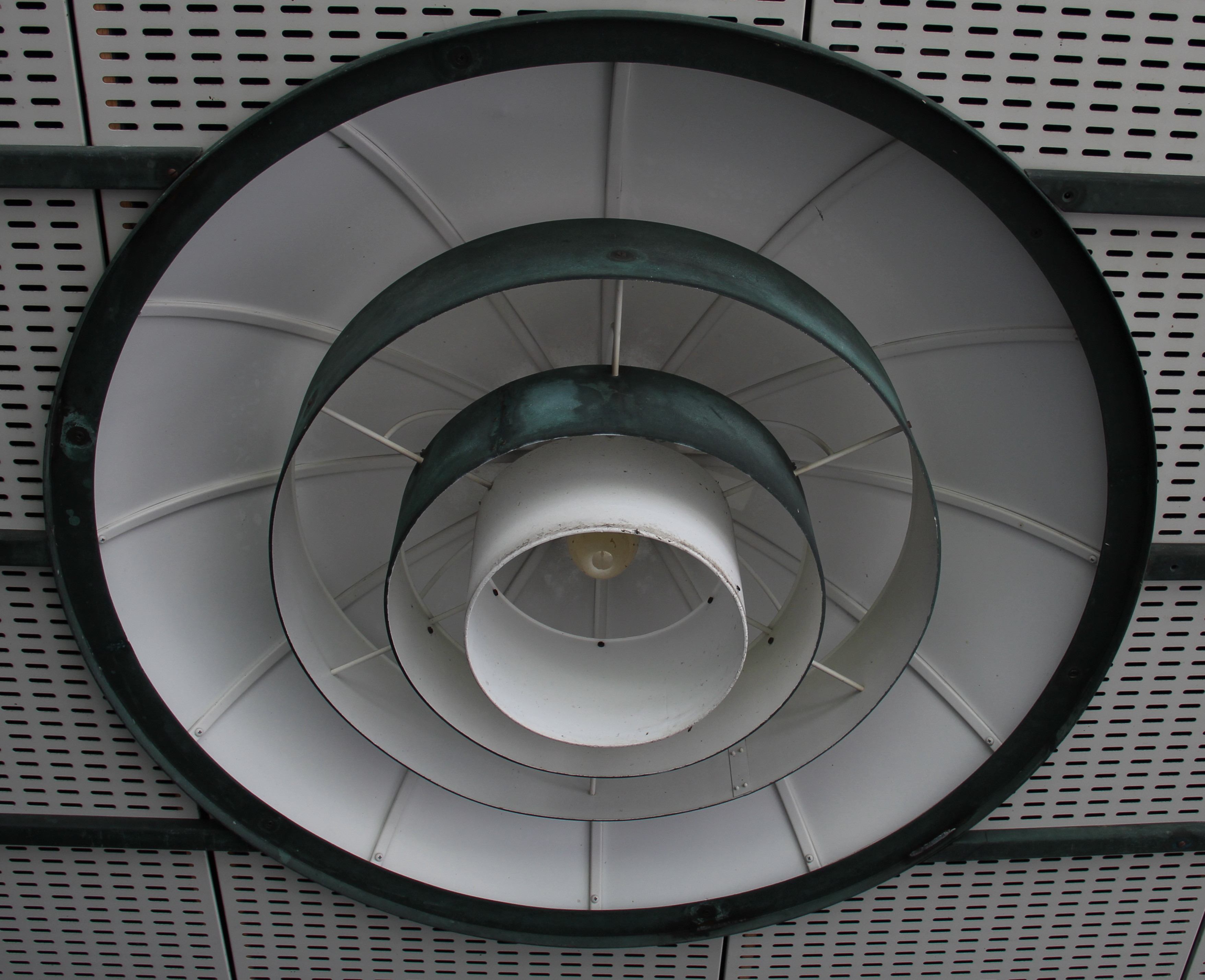
Lampa på terrassen.

Aalto delade huset in i tre olika kategorier, baserat på vilka material som skulle väljas för inredningen. Första våningens kundutrymmen och allmänna utrymmen var en kategori, vanliga kontorsrum en annan, och ledningens våning en tredje kategori. I de utrymmen där det var mycket kundtrafik eller annan hög användning krävdes slitstarka material. Detta inkluderade bland annat personalens matsal på andra våningen och socialutrymmen på första våningen. En paternosterhiss installerades också i byggnaden.
Aalto designade minst nio olika belysningsmodeller för byggnaden, varav många senare även togs i bruk på andra ställen. Möbler, lampor, dörrhandtag och andra detaljer har utformats specifikt för denna byggnads behov och användning, men Aalto har också använt dem eller utvecklat idéer från dem för andra byggnader han designat (inklusive Järnhuset som byggdes samtidigt).

## Bilder

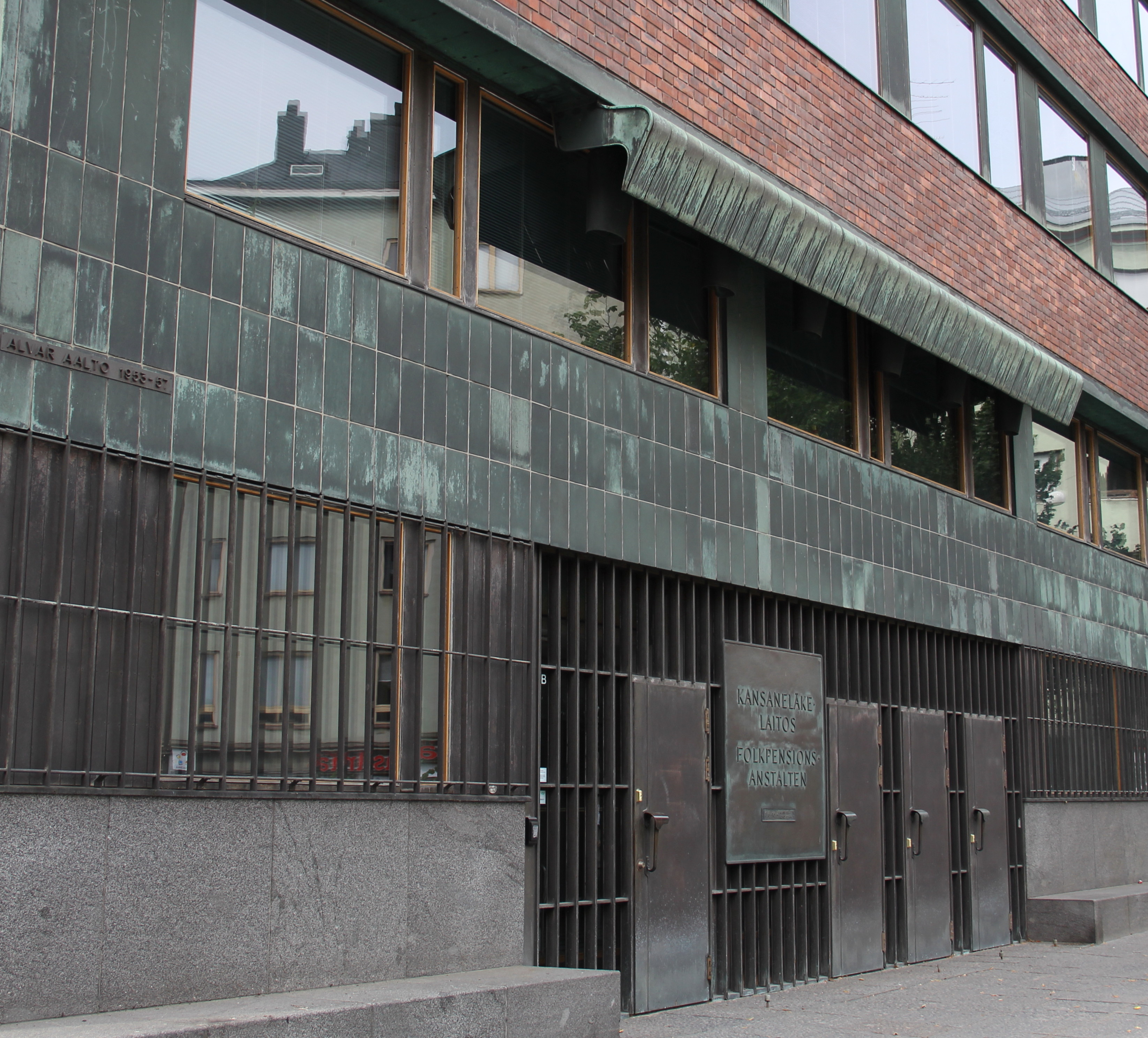
Huvudingången.
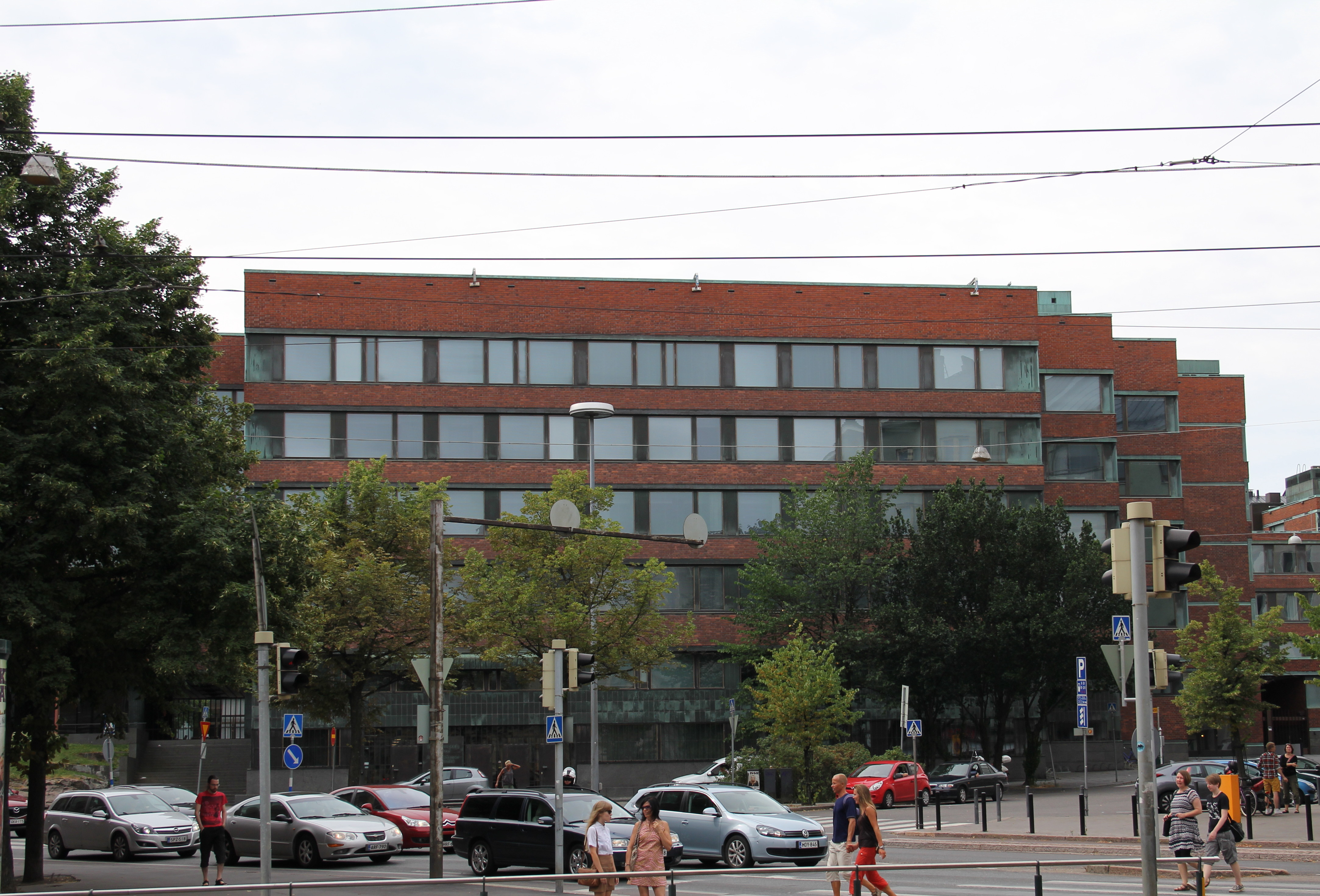
Fasaden mot Mannerheimvägen.
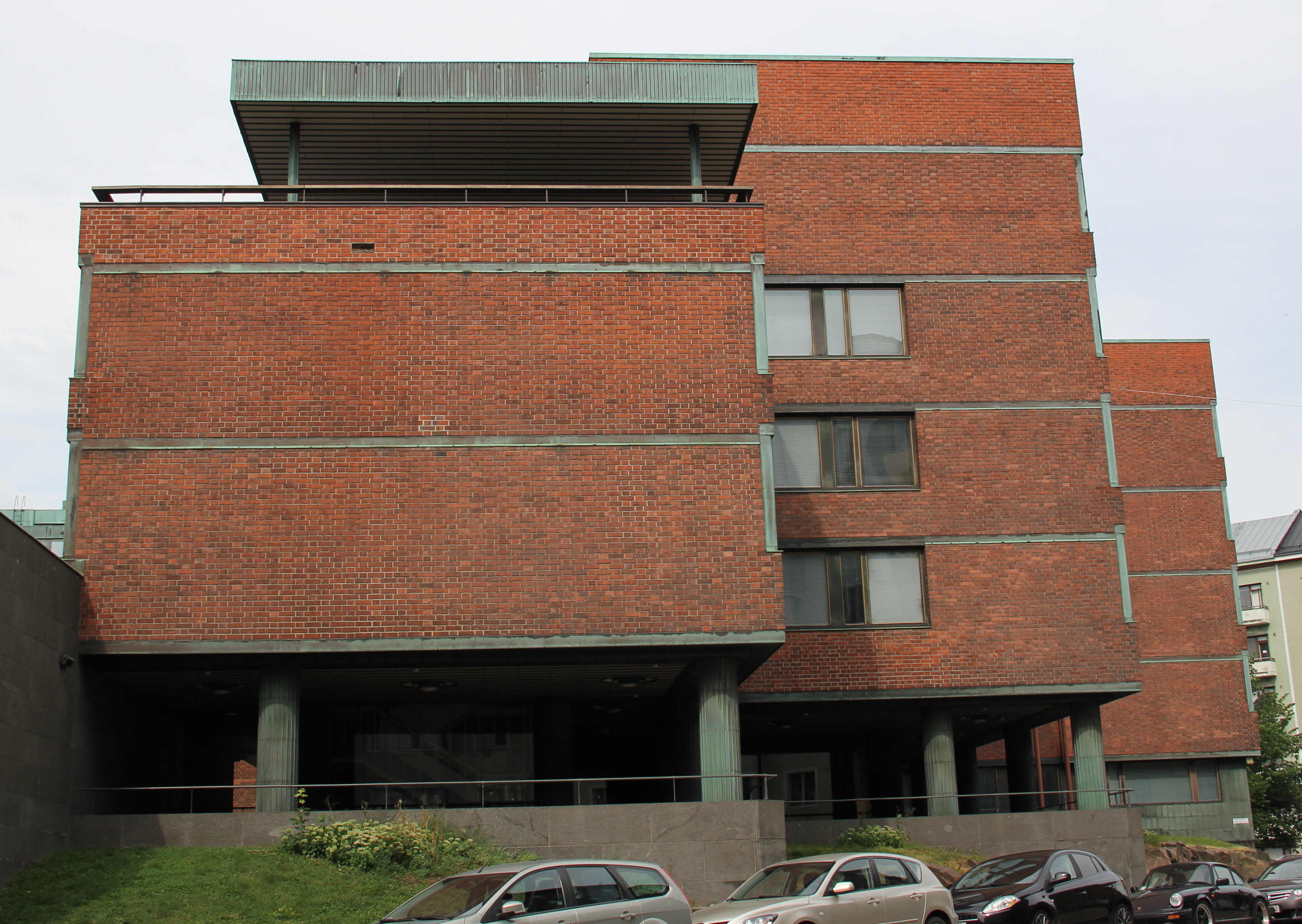
Byggnaden sett från Nordenskiöldsgatan.
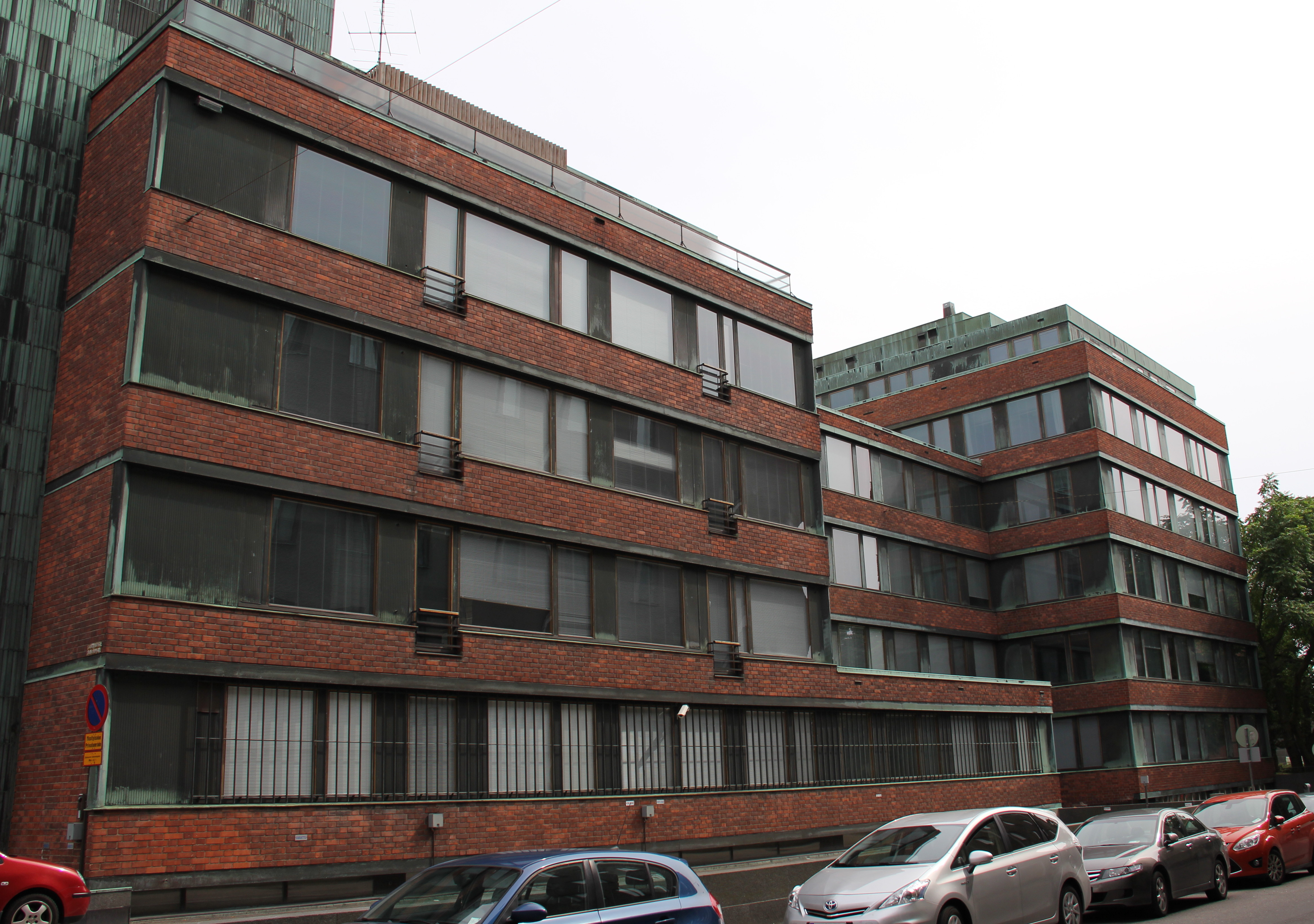
Fasaden mot Minna Canths gata.
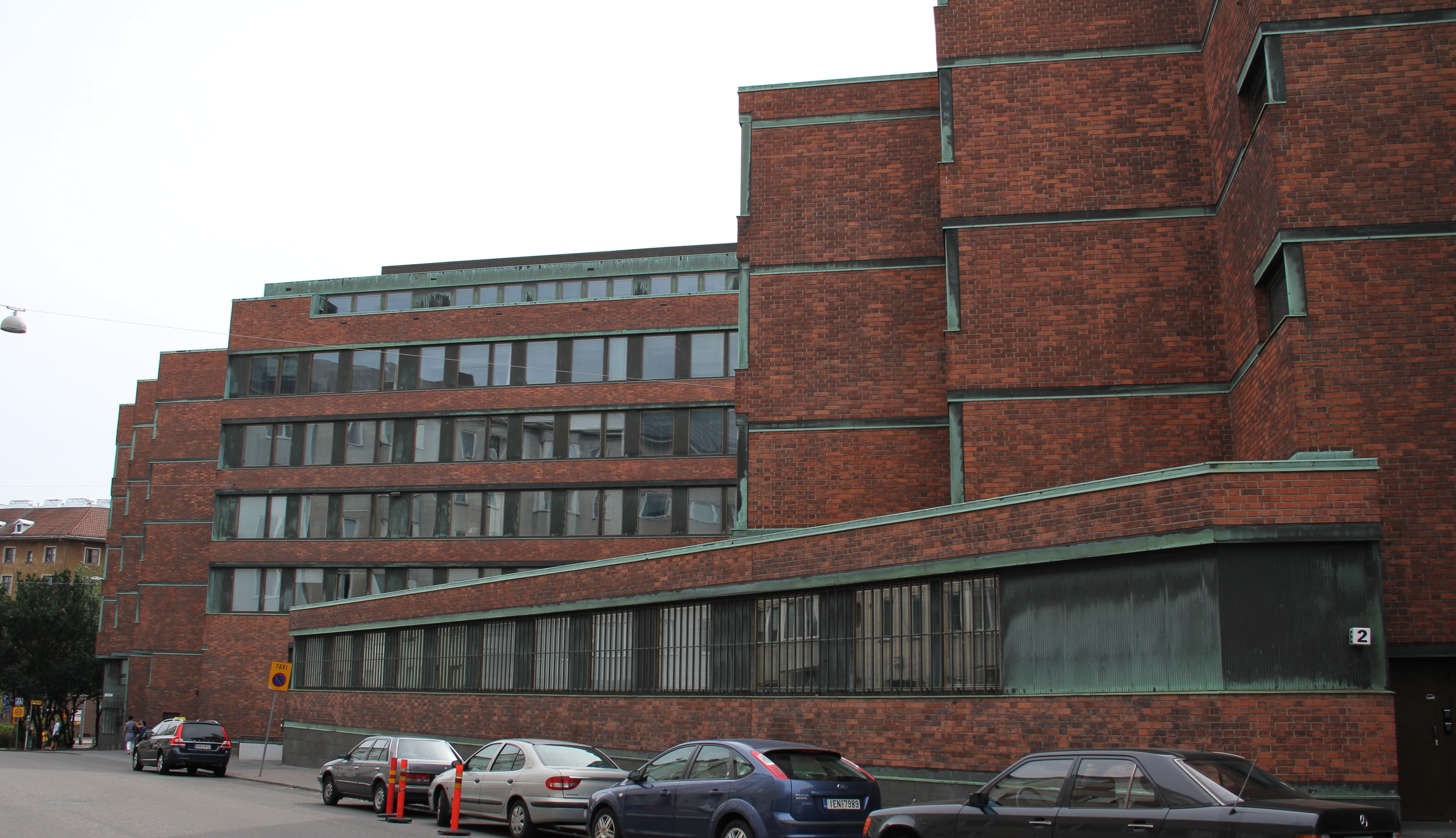
Fasaden mot Messeniusgatan.
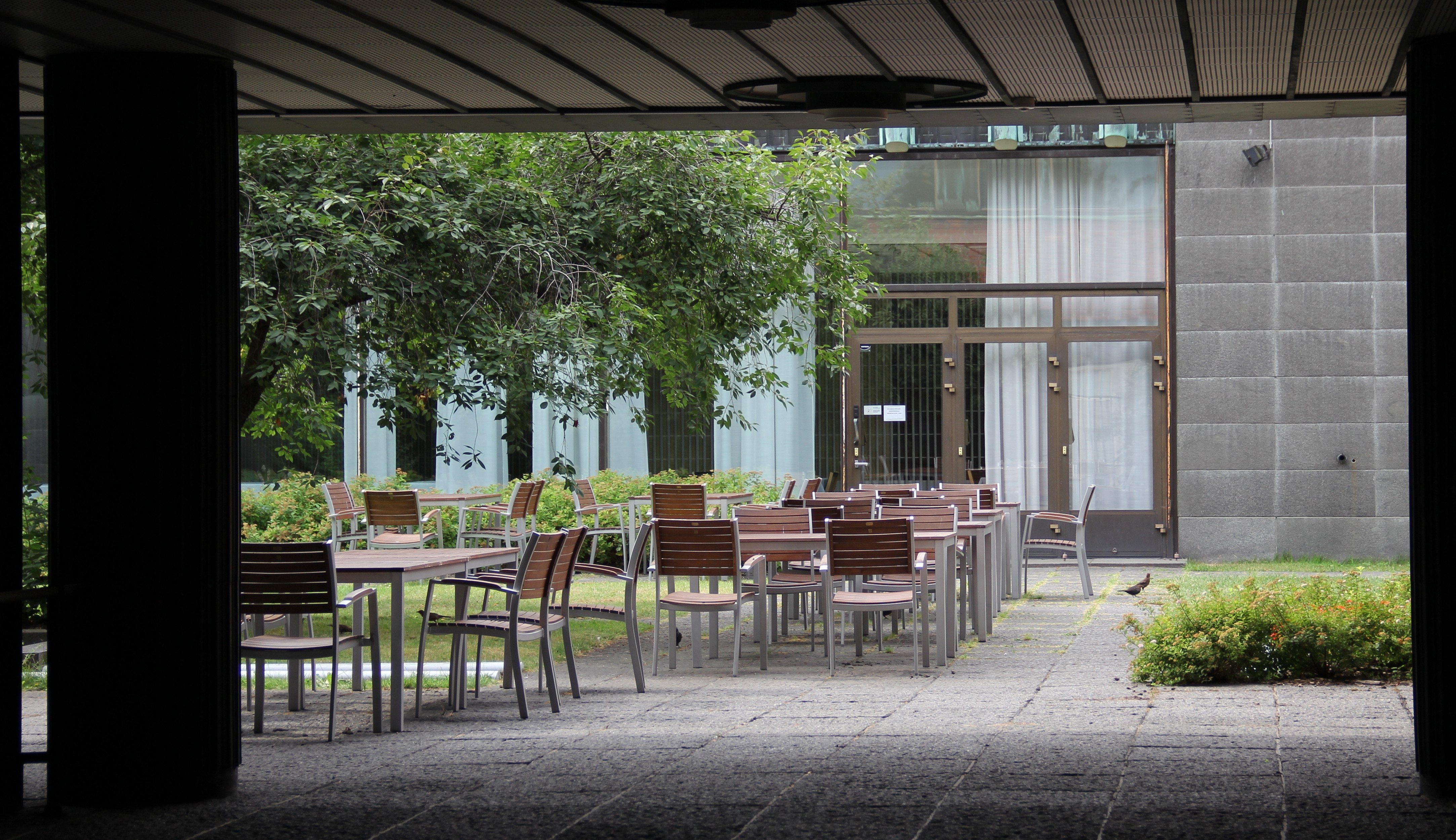
En av flera innegårdar.